# Ардмор (Алабама)
Ардмор (енгл. Ardmore) град је у америчкој савезној држави Алабама. По попису становништва из 2010. у њему је живело 1.194 становника.

## Демографија
Према попису становништва из 2010. у граду је живело 1.194 становника, што је 160 (15,5%) становника више него 2000. године.
| Група             | 2000.       | 2010.         |
| Белци             | 988 (95,6%) | 1.119 (93,7%) |
| Афроамериканци    | 9 (0,9%)    | 23 (1,9%)     |
| Азијати           | 8 (0,8%)    | 11 (0,9%)     |
| Хиспаноамериканци | 18 (1,7%)   | 16 (1,3%)     |
| Укупно            | 1.034       | 1.194         |